# Культурный центр Августина Росса

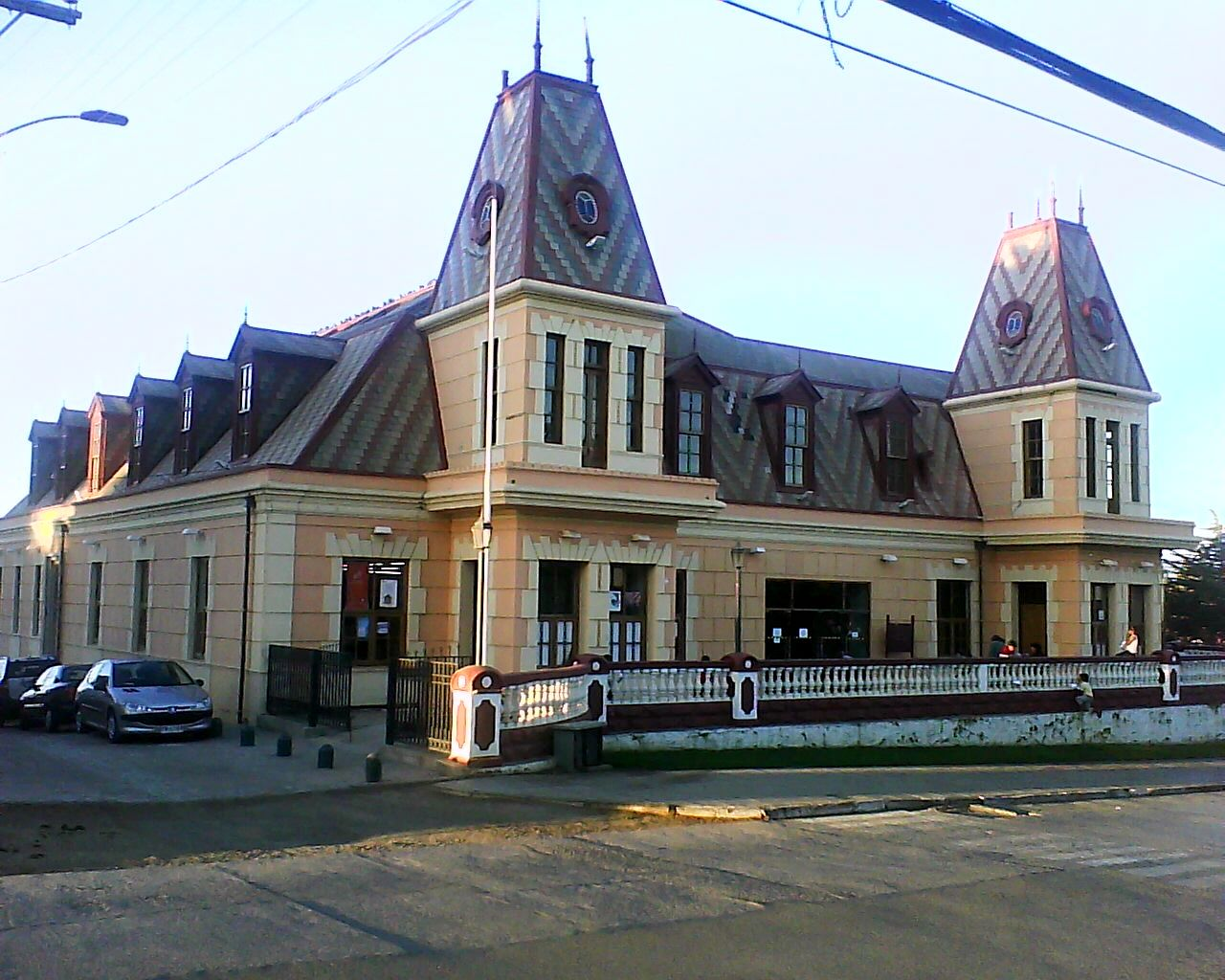
Казино Росс, 2010.

Казино Росс (исп. Casino Agustín Ross Edwards) — историческое здание казино, находящееся на авеню Августина Росса, в передней части парка Росс в Пичилему, Чили. Здание построено в конце 1800-х годов и в 1906 году в нём было открытое первое чилийское казино. Оно было закрыто в 1932 году и превращено в гостиницу, которая проработала по 1980-е годы. В настоящее время в здание располагается культурный центр Пичилему.

## История

### Исторические находки
Во время реставрации казино здесь было найдено множество предметов, имеющих историческую ценность. Они включали газеты, в частности, экземпляры «Las Últimas Noticias» с февраля 1941 года, когда здание было гостиницей; американский телефонный аккумулятор от 1909 года и фрагменты плитки с потолка казино, нарисованные и расписанные работниками во время реконструкции здания в 1904 году.